# Anderson County (Texas)
Anderson County je okres ve státě Texas v USA. Žije zde přibližně 58 tisíc obyvatel. Správním městem okresu je Palestine, což je zároveň i jeho největší město. Celková rozloha okresu činí 2 792 km².